# Glaucidium tephronotum
Glaucidium tephronotum е вид птица от семейство Совови (Strigidae).

## Разпространение
Видът е разпространен в Габон, Гана, Гвинея, Екваториална Гвинея, Камерун, Демократична република Конго, Република Конго, Кот д'Ивоар, Кения, Либерия, Руанда, Сиера Леоне, Уганда и Централноафриканската република.